# Гура-Сьвентего-Яна (Лімановський повіт)
Гура-Сьвентеґо-Яна (пол. Góra Świętego Jana) — село в Польщі, у гміні Йодловник Лімановського повіту Малопольського воєводства.
Населення — 343 особи (2011).
У 1975-1998 роках село належало до Новосондецького воєводства.

## Демографія
Демографічна структура станом на 31 березня 2011 року:
|          | Загалом | Допрацездатний вік | Працездатний вік | Постпрацездатний вік |
| -------- | ------- | ------------------ | ---------------- | -------------------- |
| Чоловіки | 185     | 51                 | 108              | 26                   |
| Жінки    | 158     | 28                 | 89               | 41                   |
| Разом    | 343     | 79                 | 197              | 67                   |